# Camotete
Camotete är en ort i Mexiko.   Den ligger i kommunen Badiraguato och delstaten Sinaloa, i den västra delen av landet, 1 100 km nordväst om huvudstaden Mexico City. Camotete ligger 298 meter över havet och antalet invånare är 233.
Terrängen runt Camotete är kuperad söderut, men norrut är den platt. Runt Camotete är det mycket glesbefolkat, med 6 invånare per kvadratkilometer. Närmaste större samhälle är Badiraguato, 11,6 km norr om Camotete. I omgivningarna runt Camotete växer i huvudsak blandskog.